# 마셜 올먼
마셜 올먼(Marshall Allman, 1984년 4월 5일 ~ )은 미국의 배우이다.

## 출연 작품

### 드라마
- 프리즌 브레이크